# Orange (miasto w Massachusetts)
Orange – miasto w Stanach Zjednoczonych, w stanie Massachusetts, w hrabstwie Franklin.